# Luigi Maglione
Luigi Maglione (Casoria, 2 marzo 1877 – Casoria, 22 agosto 1944) è stato un diplomatico della Santa Sede, poi cardinale di curia fino a diventare Segretario di Stato.

## Biografia

### Gli studi
Luigi Maglione nacque a Casoria (NA) da famiglia di possidenti.
Iniziò gli studi presso il Seminario diocesano di Cerreto Sannita, dove ancora oggi una lapide lo ricorda come il più illustre fra i suoi studenti. Studiò successivamente all'Almo collegio Capranica ed in diverse università romane; si laureò sia in filosofia sia in teologia. Fu ordinato sacerdote il 25 luglio 1901 per l'Arcidiocesi di Napoli e, fino al 1908, lavorò come vicario nell'Arcidiocesi di Napoli.
Nel contempo proseguì gli studi ed entrò, nel 1908, nel servizio diplomatico vaticano, dove lavorò fino al 1918 presso la Segreteria di Stato.
Nel periodo 1915-1918 a tali impegni aggiunse pure l'insegnamento presso la Pontificia Accademia.

### La carriera diplomatica

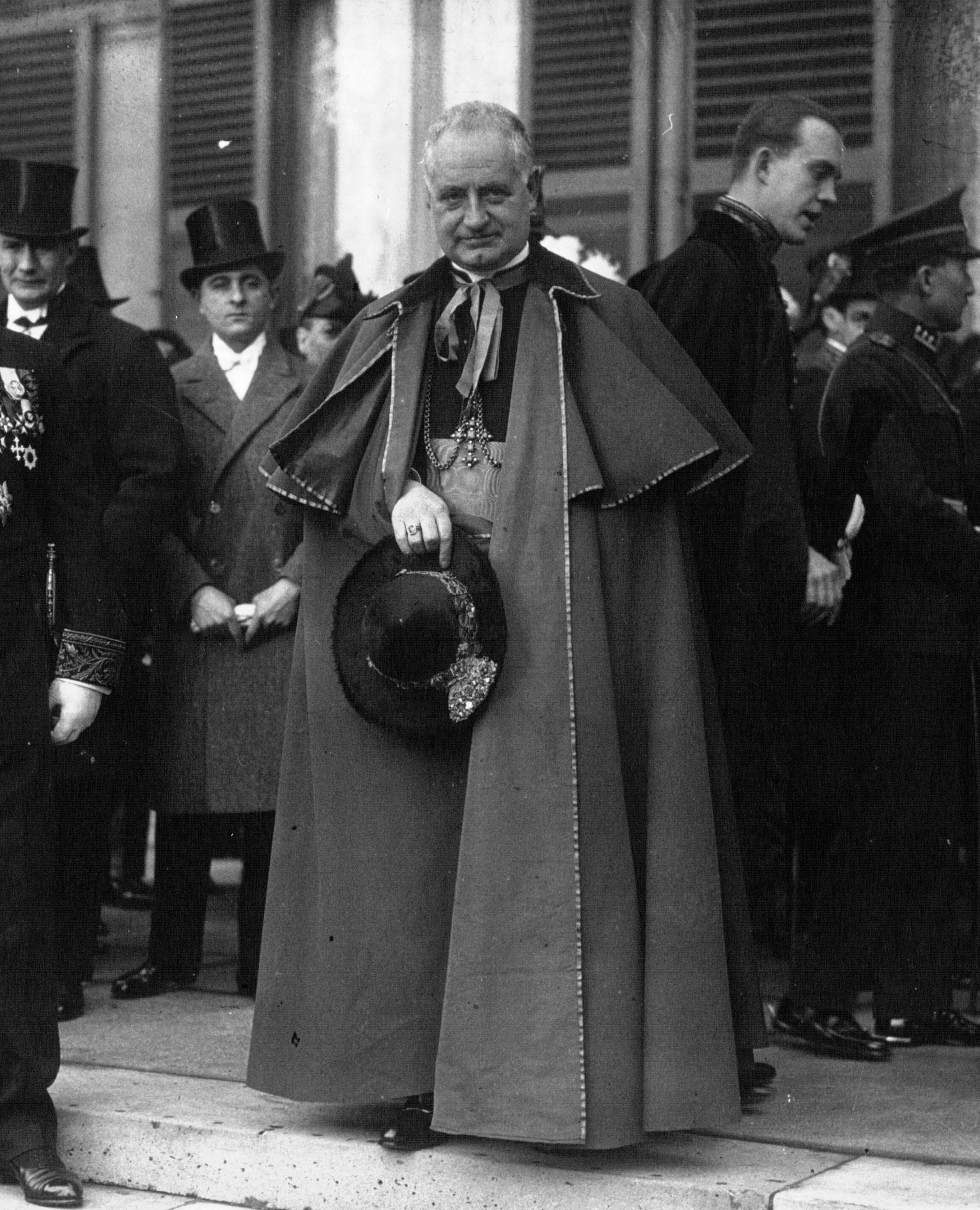
L'allora nunzio Maglione davanti al Palazzo dell'Eliseo il 1º gennaio 1927

Nel 1918 papa Benedetto XV lo nominò rappresentante papale temporaneo presso la Società delle Nazioni e inviato in Svizzera. In questo paese Maglione sarà inviato come nunzio nel 1920, anno in cui egli viene nominato vescovo con il titolo di Cesarea di Palestina. L'ordinazione episcopale gli sarà impartita dal Cardinal Segretario di Stato Pietro Gasparri.
Dal 1926 al 1935 è sempre attivo come nunzio, ora però in Francia: gli accordi Briand-Maglione per la questione degli onori liturgici riservati alla Francia dalla Santa Sede producono, nel regime fascista, l'accusa di "francofilia" che avrebbe animato la segreteria di Stato, nella quale egli esercitava un ruolo importante. Secondo Luigi Federzoni addirittura "durante il Consiglio dei ministri del 3 gennaio 1927 Mussolini (...) ha manifestato la sua giusta indignazione per la condanna dell’Action française,
unico movimento serio (egli ha aggiunto) contro la Massoneria e contro il Cartel, dopo il
pietoso naufragio di Valois. La condanna è stata poi ribadita dall’incredibile discorso filobrandista e filosocietario pronunciato da monsignor Maglione il giorno di Capodanno, a nome del corpo diplomatico, a elogio e sostegno di un regime scristianizzatore, qual è quello della Repubblica di Doumergue e compagni".
Pio XI lo crea cardinale con il titolo di Santa Pudenziana nel 1935 e lo nomina in seguito, nel 1938, Prefetto della Congregazione del Concilio. Partecipò al conclave del 1939 e fu anche inserito nella lista dei papabili, con i cardinali Elia Dalla Costa e Ildefonso Schuster.

### Segretario di Stato

Il cardinal Maglione in occasione della visita del ministro degli esteri italiano e genero di Mussolini, conte Galeazzo Ciano

Nel 1939 Pio XII – appena salito al soglio di Pietro – lo nominò Cardinale Segretario di Stato; dallo stesso anno diresse pure il Pontificio Istituto di Archeologia Cristiana.
Quale principale collaboratore di Pio XII durante la Seconda guerra mondiale, si adoperò per la diffusione alle famiglie di informazioni sui soldati e i civili prigionieri e internati. Dopo il 25 luglio 1943, chiese ai rappresentanti diplomatici di Spagna, Portogallo, Argentina e Ungheria di impegnarsi per ottenere dai tedeschi che, in caso di uscita dell’Italia dalla guerra, la Germania rispettasse Roma.
Dopo l'occupazione tedesca, il Segretario di Stato Maglione, ai primi di ottobre del 1943, incontrò l’ambasciatore germanico Ernst von Weizsäcker rappresentandogli che i tedeschi, in qualità di protettori di Roma e del Vaticano, avevano la responsabilità di schierare forze di polizia sufficienti a prevenire o reprimere un moto insurrezionale partigiano.
Nel corso del rastrellamento del Ghetto di Roma (16 ottobre 1943), Maglione fu incaricato da Papa Pio XII perché prendesse informazioni e si interessasse della questione. Egli convocò l’ambasciatore von Weizsäcker per chiedergli «di salvare tanti innocenti». L’ambasciatore, dopo aver chiesto cosa avrebbe fatto il Vaticano «se le cose avessero [avuto] a continuare», si sentì rispondere: «La Santa Sede non vorrebbe essere messa nella necessità di dire la sua parola di disapprovazione». L’ambasciatore allora continuò: «Io penso alle conseguenze, che provocherebbe un passo della Santa Sede […] Le note direttive vengono da altissimo luogo […] Vostra eminenza mi lascia libero di non “faire état” di questa conversazione?».
L’incontro finì con le parole di Maglione: «Intanto ripeto: V. E. mi ha detto che cercherà di fare qualche cosa per i poveri ebrei. La ringrazio. Mi rimetto, quanto al resto, al suo giudizio. Se crede più opportuno di non far menzione di questa nostra conversazione, così sia»".
Weizsäcker propose in seguito e ottenne che la protesta vaticana fosse affidata a una lettera del rettore della Chiesa tedesca a Roma Alois Hudal, indirizzata al generale comandante militare di Roma Reiner Stahel, in cui il prelato auspicava la "non reiterazione degli arresti, per evitare un intervento pubblico del Papa contro di questi".
Maglione fu comunque protagonista degli sforzi della Santa Sede per salvare il massimo numero possibile di ebrei dallo sterminio nazista. Dagli 11 volumi dei documenti di archivio vaticani relativi al periodo della guerra, gli Actes et documents du Saint Siege relatifs a la Seconde Guerre Mondiale, emerge che spesso Maglione diede espressamente ai rappresentanti diplomatici vaticani istruzione di intervenire a favore degli ebrei che erano perseguitati o che vivevano sotto la minaccia di essere deportati.
Nel periodo della malattia che poi lo condusse alla morte, contattò il generale Charles De Gaulle perché, dopo la disfatta di Vichy, il nuovo governo francese non infierisse sugli ecclesiastici francesi che avevano assunto posizioni collaborazioniste con i nazisti.
Morì a Casoria il 22 agosto 1944 all'età di 67 anni.
Secondo alcuni i rapporti fra Maglione e Pio XII sarebbero stati freddi, tanto che il Papa non avrebbe informato il proprio Segretario di Stato, quando accettò di prendere contatti con il governo del Regno Unito per conto di un gruppo di generali tedeschi, che stavano pianificando il rovesciamento del regime nazista. Un'indiretta comprova, secondo questa interpretazione dei fatti, potrebbe trarsi dalla circostanza che, dopo il decesso di Maglione, Pio XII lasciò vacante, fino alla propria morte, la carica di Cardinal Segretario di Stato. Dall'altro lato v'è un resoconto che afferma l'esatto contrario di questa interpretazione, ricordando innanzitutto che Maglione difese sempre strenuamente l'operato diplomatico di Pio XII durante la guerra con affermazioni come «se ti chiedi perché i documenti inviati dal Pontefice ai vescovi polacchi non sono stati resi pubblici, sappi che in Vaticano sembra cosa migliore seguire le stesse norme che seguono anche i vescovi polacchi..non è questo ciò che è stato fatto? Forse che il Padre della cristianità dovrebbe accrescere le difficoltà dei polacchi nel loro stesso paese?»; la relazione fra Maglione e il Pontefice sarebbe stata così tanto amichevole e salda che gli italiani scherzavano sul fatto dicendo che dovunque andasse Pio senza il suo maglione prendeva freddo. In ogni caso, quando Maglione era nunzio apostolico in Francia, scrivendo al segretario di Stato Pacelli gli si rivolgeva col "tu" e con toni cordiali.

## Genealogia episcopale e successione apostolica
La genealogia episcopale è:
- Cardinale Scipione Rebiba
- Cardinale Giulio Antonio Santori
- Cardinale Girolamo Bernerio, O.P.
- Arcivescovo Galeazzo Sanvitale
- Cardinale Ludovico Ludovisi
- Cardinale Luigi Caetani
- Cardinale Ulderico Carpegna
- Cardinale Paluzzo Paluzzi Altieri degli Albertoni
- Papa Benedetto XIII
- Papa Benedetto XIV
- Papa Clemente XIII
- Cardinale Marcantonio Colonna
- Cardinale Giacinto Sigismondo Gerdil, B.
- Cardinale Giulio Maria della Somaglia
- Cardinale Carlo Odescalchi, S.I.
- Vescovo Eugène de Mazenod, O.M.I.
- Cardinale Joseph Hippolyte Guibert, O.M.I.
- Cardinale François-Marie-Benjamin Richard de la Vergne
- Cardinale Pietro Gasparri
- Cardinale Luigi Maglione

La successione apostolica è:
- Vescovo Joseph Ambühl (1925)
- Arcivescovo Rémy-Louis Leprêtre, O.F.M. (1936)
- Cardinale Giuseppe Beltrami (1940)
- Arcivescovo Joseph Patrick Hurley (1940)
- Arcivescovo Giuseppe Misuraca (1941)